# 8941 Дзюнсайто
8941 Дзюнсайто (8941 Junsaito) — астероїд головного поясу, відкритий 30 січня 1997 року.
Тіссеранів параметр щодо Юпітера — 3,152.